# Terror 2000
Terror 2000 es una banda de metal proveniente de Helsingborg, Suecia. 

## Críticas
Durante una revisión del álbum Terror for Sale, Decibel Magazine describió su sonido como «joke-rock», y calificó al disco como «divertido y pesado» Allmusic fue un poco más especial en cuanto a su crítica, ya que les dio solamente dos estrellas y media, argumentando que la banda los decepcionó en esta ocasión ya que mostraban en sus letras una «indistintiva lírica neo-thrash», y que no habían cumplido su promesa de realizar un trabajo cargado de energía líricamente.

## Discografía
- Slaughterhouse Supremacy (2000) − Pavement Records
- Faster Disaster (2002) − Nuclear Blast
- Slaughter in Japan (2003) − Scarlet Records
- Terror for Sale (2005) − Nuclear Blast

## Miembros

### Miembros actuales
- Björn "Speed" Strid − vocalista (Soilwork, Disarmonia Mundi, Coldseed)
- Klas Ideberg − Guitarra (The Defaced, Darkane, Hyste'riah, Hyste'riah G.B.C., en vivo para Hypocrisy)
- Nick Sword (Niklas Svärd) − Guitarra
- Erik Thyselius − Batería (ex-Construcdead, ex-Face Down, Arize)
- Dan Svensson − Bajo/Guitarra (Hatelight)

### Miembros Pasados
- Henry Ranta − Batería en Slaughterhouse Supremacy (ex-Soilwork, ex-The Defaced)

### Músicos invitados
- Jay Smith, vocalista de Von Venzo participa con las voces en la canción del álbum Terror for Sale: "King Kong Song".